# Matemática computacional
La matemática computacional comprende la investigación matemática en las áreas de la ciencia; donde la informática juega un papel central y esencial, a través de los algoritmos, métodos numéricos y métodos simbólicos. La matemática computacional surge como un área de las matemáticas aplicadas a principios del 1950. La matemática computacional comprende:

## Campos de la matemática computacional
- Ciencia computacional, también conocida como computación científica o ingeniería computacional donde se resuelven problemas matemáticos a través de simulación por ordenador en lugar de los métodos analíticos de matemáticas aplicadas.
- Métodos numéricos utilizados en computación científica del álgebra lineal numérica y la solución numérica de ecuaciones diferenciales parciales.
- Métodos estocásticos como los métodos de Monte Carlo y otras representaciones de la incertidumbre en la computación científica, por elementos finitos.
- Matemáticas de la computación científica implica pruebas matemáticas, en particular, el análisis numérico y la teoría de los métodos numéricos.
- Sistemas de álgebra de cálculo simbólico y de informática
- Investigación asistida por computadora en diversas áreas de las matemáticas, como la lógica (demostración automática de teoremas), matemáticas discretas (búsqueda de estructuras matemáticas tales como grupos), la teoría de números (pruebas de primalidad y factorización).
- Criptografía
- Topología algebraica computacional
- Lingüística computacional se refiere al uso de técnicas matemáticas y de computación en los lenguajes naturales.
- Geometría algebraica computacional
- Teoría de grupos computacional
- Geometría computacional
- Teoría de números computacional
- Topología computacional
- Estadística computacional
- Teoría algorítmica de la información
- Teoría algorítmica de juegos